# ماریلیانو
ماریلیانو (به ایتالیایی: Marigliano) یک کومونه در ایتالیا است که در استان ناپل واقع شده‌است.

## خصوصیات
ماریلیانو ۲۲٫۶ کیلومترمربع مساحت و ۳۰٬۲۶۳ نفر جمعیت دارد و ۳۰ متر بالاتر از سطح دریا واقع شده‌است.

## خواهرخوانده
شهر مدیسن، ویسکانسین خواهرخواندهٔ ماریلیانو هست.